# Сектир
Секти́р (рос. Сектыр) — присілок в Ігринському районі Удмуртії, Росія.

## Населення
Населення — 22 особи (2010; 58 в 2002).
Національний склад станом на 2002 рік:
- удмурти — 59 %
- росіяни — 41 %

## Відомі люди
В присілку народився Корепанов Анатолій Максимович — удмуртський лікар-терапевт, доктор медичних наук, професор, член Нью-Йоркської АН, відмінник охорони здоров'я, голова Удмуртського відділення наукового товариства фізіотерапевтів та гематологів.

## Урбаноніми[3]
- вулиці — Травнева, Трактова